# Російський державний архів соціально-політичної історії
Російський державний архів соціально-політичної історії — федеральна казенна установа, архів Російської Федерації, фонди якого містять документи і музейні предмети по російській (XVIII — початок XXI ст.) і по загальній (XVII—XX ст.) Історії.

## Історія
- 1923—1931 — Інститут В. І. Леніна при ЦК ВКП (б)
- 1929—1931 — Центральний партійний архів (ЦПА) Інституту В. І. Леніна при ЦК ВКП (б)
- 1931—1954 — Центральний партійний архів Інституту Маркса, Енгельса, Леніна при ЦК ВКП (б) — КПРС (ЦПА ІМЕЛ). Після Німецько-радянської війни архів поповнився «трофейними» матеріалами з переміщених архівів Німеччини.
- 1954-1956 — Центральний партійний архів Інституту Маркса, Енгельса, Леніна, Сталіна при ЦК КПРС.
- 1956-1991 — Центральний партійний архів Інституту марксизму-ленінізму при ЦК КПРС.
- Жовтень 1991 — березень 1999 — Російський центр зберігання і вивчення новітньої історії.
- З березня 1999 — Російський державний архів соціально-політичної історії.